# Marta Jovanović (umetnica)
Marta Jovanović (Beograd, 1978) srpska je trenerica životnih veština i joga učiteljica.

## Biografija
Rođena je u Beogradu 1978. godine i diplomirala na odseku diplomatija Fakultetu političkih nauka u Beogradu.
Nakon završenih studija, zanimala se za područje psihologije, na „Akademiji uspeha” u okviru Udruženja za psihoterapiju, savetovanje i kou'čing Srbije, završava obuku i postaje sertifikovani psihološki savetnik i trener životnih veština O.L.I. metoda.
Poseduje i nacionalni sertifikat iz koučinga.
Sertifikovani je učitelj hatha joge i art joge, od strane Joga saveza Srbije takođe i učitelj hatha i transformacione joge SriMa International School iz Indije.
Drži radionice u Beogradu i Crnoj Gori, na temu razvoja, individualne koučing i psihološke sesije, kao i časove hatha joge i art joge (kombinacija hatha joge, elemenata savremenog baleta, meditacije u pokretu), kao i licenciranu obuku za joga učitelje u saradnji sa Ninom Lazić.
Sarađuje sa firmama (DHL, Triglav osiguranje, Coca Cola) gde održava antistres seminare.
U radu sa pojedincima uspešno radi na polju postavljanja ciljeva u karijeri, ljubavi, životu, prepoznavanju i otklanjanju telesno psiholoških blokada, napada panike, jačanju samopouzdanja, razvoju samopoštovanja.

## Soul Concept
Kreator je programa za lični rast i razvoj, pod nazivom soul concept, akcenat je na razvoju svih nivoa bića fizičkom, duhovnom, emocionalanom.
Soul concept je neobična kombinacija joge, psihološke gimnastike. To su priče i razgovori o emocijama, o duši, o kretanjima tela i kretanjima u telu, o duhovnim strujama koje su nekada zakočene u našim mišićima o tehnikama opuštanja i prepuštanja, pružajući najbolja sredstva koja će podstaći da se krene u pravcu samorazvoja i ostvarenja svojih želja i snova.

## Spoljašnje veze
- „SOUL RETREATING BY MARTA JOVANOVIĆ”. RYL magazine. Приступљено 6. 3. 2022.
- „Joga retreat u prekrasnom Rovinju”. Udahni. Приступљено 5. 3. 2022.
- „Budjenje kreativne energija - Gost Marta Jovanovic - Baya i Joga -TV epizoda 129”. You Tube. Приступљено 5. 3. 2022.